# Sven Regener
Sven Regener, né le 1er janvier 1961 à Brême, est un écrivain, scénariste et musicien allemand. Il se fait d'abord connaître par le groupe Element of Crime, puis par son roman Herr Lehmann et le scénario du film du même nom, ainsi que par les autres romans de la "série Lehmann", Neue Vahr Süd, Der kleine Bruder, Magical Mystery et Wiener Straße. 

## Biographie
Sven Regener naît le 1er janvier 1961 à Brême.
Il grandit à Neue Vahr et Blockdiek à Brême. À l'âge de 16 ans, il est secrétaire de l'Union de la jeunesse communiste de Brême. Après avoir terminé ses études secondaires à la Kurt-Schumacher-Allee (KSA) en 1980, il commence à étudier la musicologie à Hambourg et à Berlin, mais abandonne ensuite. À partir de 1971, il joue de la guitare classique, à partir de 1976 de la trompette, à partir de 1985 du piano et aussi de la guitare électrique. Ayant déjà acquis une « expérience d'ensemble » avec la Ligue communiste de l'Allemagne de l'Ouest (KBW) dans une fanfare, il enregistre son premier disque avec le groupe Zatopek en 1982. En 1984, il rejoint le groupe Neue Liebe, un autre groupe post-punk. En 1985, il fonde finalement Element of Crime à Berlin, dans lequel il chante et joue de la guitare et de la trompette ; depuis lors, il écrit également presque toutes les paroles de ce groupe.

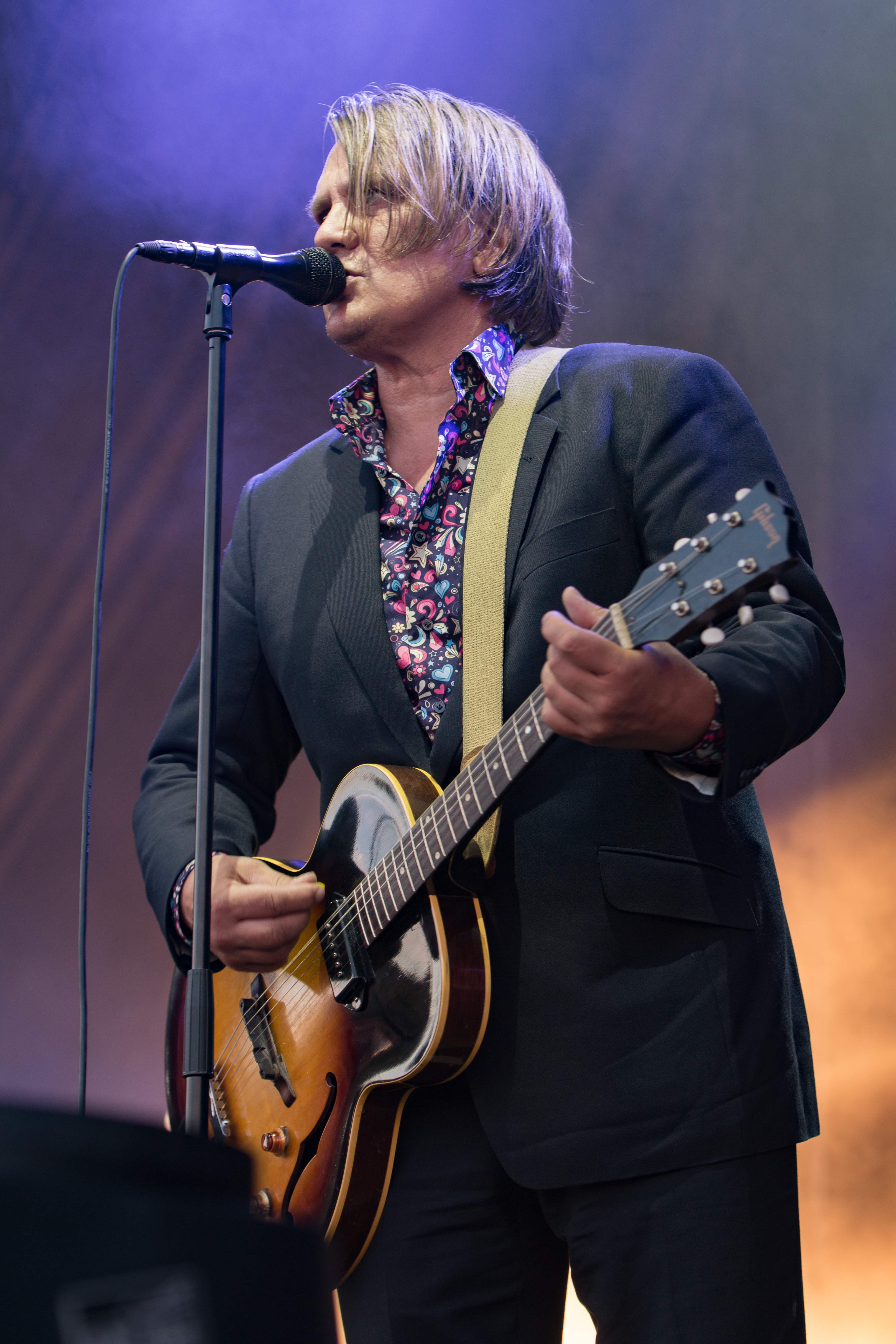
Sven Regener lors d'un concert d'Element of Crime en 2015.

En 2001, Sven Regener publie son premier roman, Herr Lehmann, qui décrit les derniers mois avant la chute du Mur à Berlin-Kreuzberg du point de vue de Frank Lehmann, employé de bar. Le livre atteint un tirage de plus d'un million d'exemplaires. Sven Regener écrit également le scénario de l'adaptation cinématographique éponyme de Leander Haußmann avec Christian Ulmen dans le rôle titre, pour lequel il reçoit le prix du film allemand en or et le prix allemand du scénario. En 2004 paraît son deuxième roman, Neue Vahr Süd, une préquelle de Herr Lehmann, dans laquelle est racontée la vie quotidienne de Lehmann en 1980 à Brême et dans la Bundeswehr. Le 1er septembre 2008 paraît le troisième volume, Der kleine Bruder, qui retrace les deux premiers jours de Lehmann à Berlin en 1980. En décembre 2009, Sven Regener et Leander Haußmann collaborent à une version scénique de Kleinen Bruders avec des étudiants du bat-Studiotheater de l'Académie des arts dramatiques Ernst Busch. En 2010, la première de Neue Vahr Süd, l'adaptation cinématographique de son roman éponyme, a lieu. Sven Regener n'est pas impliqué dans le scénario.
En 2011, il publie son livre Meine Jahre mit Hamburg-Heiner, un résumé d'un blog écrit pendant les tournées du groupe. À partir d'août 2012, Sven Regener filme la comédie Hai-Alarm am Müggelsee avec Haußmann, qui sort dans les salles allemandes le 14 mars 2013, suivie en 2013 du roman Magical Mystery oder : Die Rückkehr des Karl Schmidt, qui suit la vie d'un personnage de Herr Lehmann. En 2015, le livre Ärger mit der Unsterblichkeit est publié en collaboration avec Andreas Dorau, avec des récits biographiques de la vie de Dorau.
Dans une entrevue accordée en 2012 dans l'émission de radio Zündfunk de Bayerischer Rundfunk, Sven Regener prend position sur le droit d'auteur et critique les sociétés Internet telles que Google avec son portail vidéo YouTube, ainsi que le Parti Pirate, qui donne une impulsion supplémentaire au débat public sur la réforme du droit d'auteur,,,,. Christopher Lauer répond à la critique dans le même format. En mai 2012, Sven Regener est l'un des premiers signataires de l'appel « Nous sommes les auteurs », protestant contre les attaques contre les droits d'auteur et contre le vol de la propriété intellectuelle. Par la suite, des militants d'Anonymous publient l'adresse privée et le numéro de téléphone de Sven Regener et d'autres célébrités qui avaient signé l'appel.
En 2016, il reçoit la chaire des frères Grimm à l'université de Cassel. En 2017, le roman Wiener Straße est publié, qui suit le personnage principal de Lehmann de Regener à Berlin-Kreuzberg au début des années 1980. La même année, le livre est sélectionné pour le prix du livre allemand.
Sven Regener vit à Berlin-Prenzlauer Berg. Sa fille Alexandra Regener chante dans les chansons d'Element of Crime Weißer Hai et Karin, Karin.

## Prix et distinctions

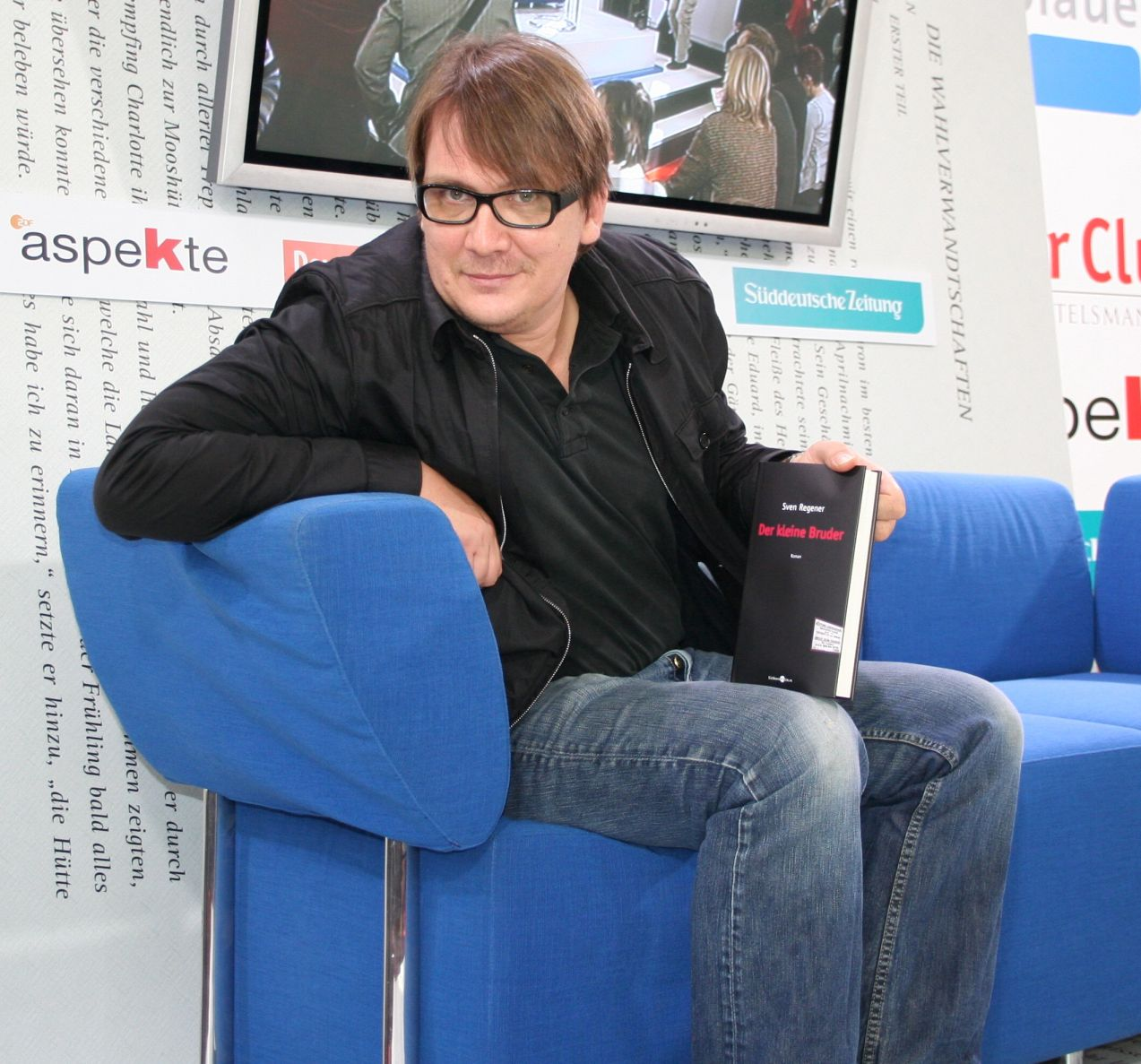
Sven Regener en 2008 à la Foire du livre de Francfort.

- 2008 Prix du magazine kulturnews pour Der kleine Bruder
- 2011 Ehren-Preis der deutschen Schallplattenkritik[20]
- 2012 Deutscher Hörbuchpreis comme "meilleure interprète" pour Meine Jahre mit Hamburg-Heiner
- 2016 Médaille Carl-Zuckmayer
- 2016 Deutscher Musikautorenpreis
- 2016 Chaire de professeur invité des frères Grimm à l'université de Cassel
- 2017 Nomination au prix du livre allemand (longue liste) pour Wiener Straße

## Livres
Outre les paroles des chansons de' Element of Crime, Sven Regener a publié les livres suivants, les romans Herr Lehmann, Neue Vahr Süd et Der kleine Bruder étant considérés comme la « trilogie Lehmann ». Avec Magical Mystery et Wiener Straße, deux autres romans ont été ajoutés à l'univers littéraire autour de Frank Lehmann. 
- Herr Lehmann Eichborn. Francfort-sur-le-Main, 2001,  (ISBN 3-821-80705-9) (verfilmt 2003).
- Neue Vahr Süd] Eichborn. Francfort-sur-le-Main, 2004,  (ISBN 3-821-80743-1) (verfilmt 2010).
- mit Germar Grimsen: Angulus Durus. Traum eines lächerlichen Menschen. Ein Katastrophenfilm. Eichborn, Francfort-sur-le-Main, 2006,  (ISBN 978-3-8218-0760-7).
- Der kleine Bruder Roman. Eichborn, Berlin, 2008,  (ISBN 978-3-821-80744-7).
- Meine Jahre mit Hamburg Heiner. Logbücher. Galiani, Berlin, 2011,  (ISBN 978-3-86971-035-8).
- Magical Mystery oder: die Rückkehr des Karl Schmidt Roman. Galiani, Berlin, 2013,  (ISBN 978-3-86971-073-0) (verfilmt 2017).
- Avec Andreas Dorau : Ärger mit der Unsterblichkeit Galiani, Berlin, 2015,  (ISBN 978-3-86971-108-9).
- Wiener Straße Roman. Galiani Berlin, Cologne, 2017,  (ISBN 978-3-86971-136-2).

## Livres audio
- Sven Regener lit Herr Lehmann, Roof Music, Bochum 2002
- Sven Regener lit Neue Vahr Süd, Roof Music, Bochum 2004
- Sven Regener lit Der kleine Bruder, Roof Music, Bochum 2008
- Sven Regener lit Meine Jahre mit Hamburg-Heiner, Bochum 2011
- Sven Regener lit Magical Mystery, Roof Music, Bochum 2013
- Sven Regener lit à travers Die Köln-Lesungen, Roof Music, Bochum 2014
- Sven Regener, Leander Haußmann: Hai-Alarm am Müggelsee, Roof Music, Bochum 2014
- Sven Regener lit Franz Kafka: Amerika, ungekürzte Lesung, Roof Music, Bochum 2014
- Sven Regener lit Franz Kafka: Le Procès, ungekürzte Lesung, Roof Music, Bochum 2016,  (ISBN 978-3864843990).

## Scénarios
- 2013 : Hai-Alarm am Müggelsee (avec Leander Haußmann)
- 2017 : Magical Mystery oder: Die Rückkehr des Karl Schmidt

## Bandes-son
- 2013 : Hai-Alarm am Müggelsee
- 2014 : Alles inklusive

## Groupes de musique
- Zatopek
- Toten Piloten
- Neue Liebe
- Element of Crime